# جوني إسترادا
جوني إسترادا (بالإنجليزية: Johnny Estrada)‏ هو لاعب كرة قاعدة أمريكي، ولد في 27 يونيو 1976 في هايوارد في الولايات المتحدة.

## وصلات خارجية
- جوني إسترادا على موقع دوري كرة القاعدة الرئيسي (الإنجليزية)
- جوني إسترادا على موقعبيزبول رفرنس.كوم (الدوري الرئيسي) (الإنجليزية)
- جوني إسترادا على موقعبيزبول رفرنس.كوم (الدوري الثانوي) (الإنجليزية)
- جوني إسترادا على موقع إي إس بي إن.كوم (أم.أل.بي) (الإنجليزية)
- جوني إسترادا على موقع مشجعي الرسوم البيانية (الإنجليزية)